# Mos maiorum

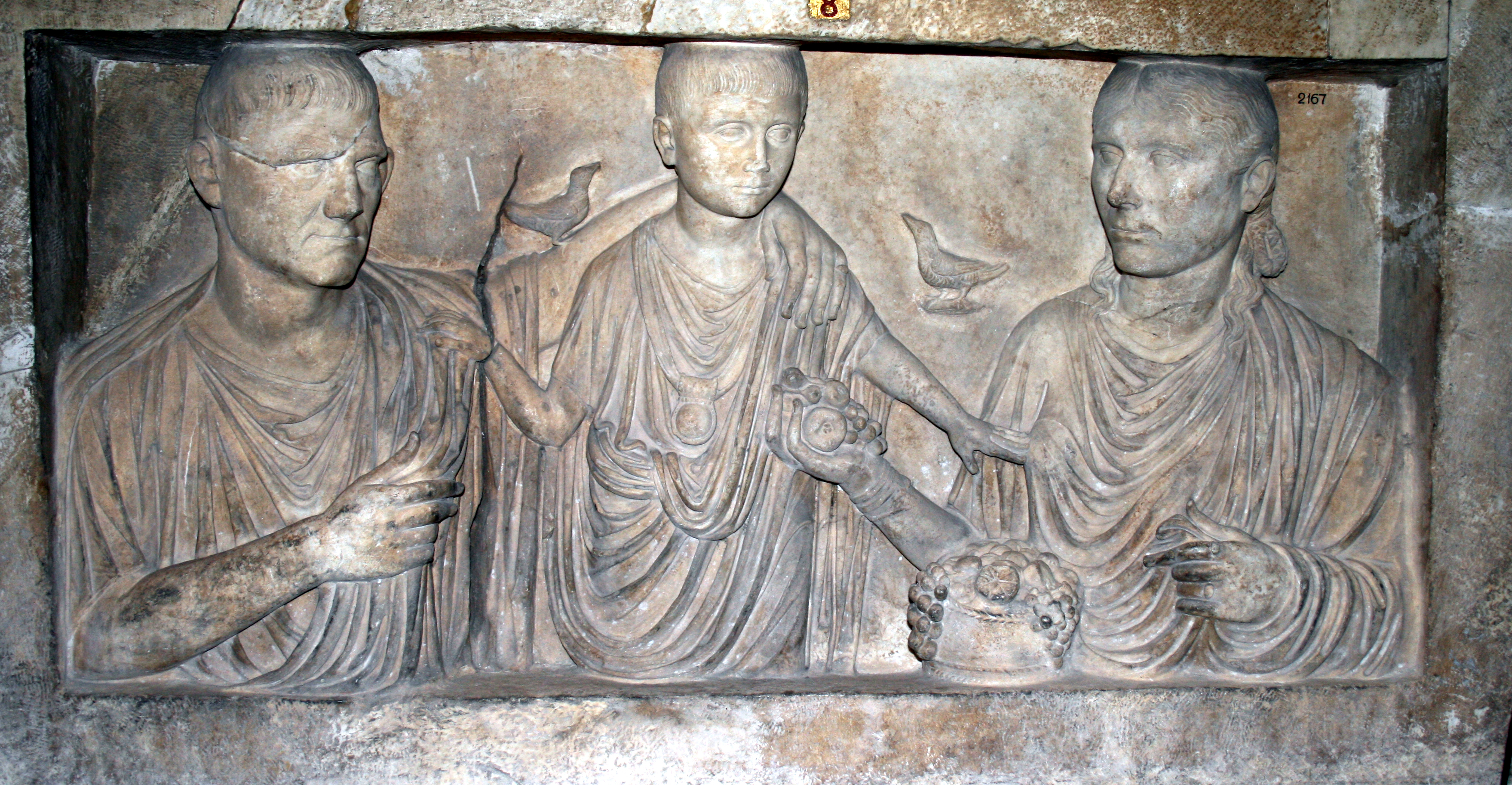
La familia romana era una de las vías mediante la cual el mos maiorum se transmitía de generación en generación

La locución latina mos maiorum o su equivalente en plural, mores maiorum se traduce como "la costumbre de los ancestros". De allí se entiende por mos maiorum a un conjunto de reglas y de preceptos que el ciudadano romano apegado a la tradición debía respetar.
Las mores eran de hecho la reglas de la comunidad romana arcaica, las costumbres y usanzas que hacían del romano un cives si las seguía con respeto, siendo esta la mayor herencia dejada por los progenitores y a transmitir a los descendientes. En su totalidad eran también símbolo de integridad moral y del orgullo de ser ciudadano romano y por eso, a menudo se contraponían a las costumbres helenizantes y a las corrientes de pensamiento asiáticas.

## Familia y sociedad
La familia romana (mejor entendida como "casa" que "familia") era jerárquica, al igual que lo era la sociedad romana. Estas jerarquías tradicionales se perpetuaban a sí mismas, esto es, apoyaban y se apoyaban en el mos maiorum. El pater familias, o jefe de la casa, mantenía la autoridad absoluta sobre su familia, que era tanto una unidad autónoma dentro de la sociedad romana como también modelo para el orden social, pero se esperaba que ejerciera este poder con moderación y que actuara con responsabilidad en nombre de su familia. El riesgo y la presión de la censura social si fallaba en colmar con las expectativas también era una forma del mos.[cita requerida]
La relación social distintiva de la Antigua Roma era aquella entre el patrón (patronus) y el cliente (cliens). Aunque las obligaciones de esta relación eran mutuas, también eran jerárquicas. La relación no era una unidad, sino una red (clientela), dado que un patronus podía él mismo estar subordinado a alguien con un estatus superior o de mayor poder, y un cliens podía tener más de un patrón, cuyos intereses podían derivar en conflicto. Si la familia era la unidad individual que subyacía en la sociedad, estas redes engranadas contrarrestaban esa autonomía y creaban los lazos que hacían posible una sociedad compleja. Aunque uno de los principales escenarios de actividad dentro de las relaciones clientelares eran los juzgados, el patronazgo no era en sí mismo un contrato legal; las presiones para mantener las obligaciones individuales eran morales, cimentadas en la naturaleza de la fides, "lealtad" (ver abajo en Valores), y el mos. El patronazgo servía como modelo cuando conquistadores o gobernadores fuera de Roma establecían uniones personales como patrones con comunidades enteras, uniones que entonces habrían de ser perpetuadas como obligación familiar. En este sentido, mos se convierte más en una convención que en una tradición inamovible.

## Tradición y evolución
El conservadurismo romano encuentra una clara expresión en un edicto de los censores del año 92 a. C., conservado por el historiador del siglo segundo Suetonio: "Todo lo nuevo que es realizado de manera contraria al uso y costumbres de nuestros antepasados no parece estar bien." Pero dado que el mos maiorum era una cuestión de costumbre, no de leyes por escrito, las complejas normas que incorporaba evolucionaron con el paso del tiempo. La habilidad para preservar un fuerte sentimiento de identidad centralizada junto a la adaptación a circunstancias cambiantes posibilitaron el expansionismo que impulsó a Roma de ciudad-estado a un poder mundial. El mantenimiento del mos maiorum dependió del consenso y moderación de la élite gobernante, cuya rivalidad por el poder y estatus pusieron al mos bajo amenaza.
Las políticas democráticas impulsadas por el encanto carismático que gozaban los componentes populares entre el pueblo romano (populus) menoscabaron potencialmente el principio conservador del mos. Dado que las altas magistraturas y sacerdocio eran originalmente la prerrogativa de los patricios, los esfuerzos de los plebeyos (la plebs) por acceder podría ser visto como una amenaza hacia la tradición (ver Conflicto de los ordines). La reforma se llevó a cabo por medio de la legislación, y la ley escrita reemplazó al consenso. Cuando los plebeyos obtuvieron admisión a casi todas las altas magistraturas excepto para unos pocos sacerdocios arcanos, los intereses de las familias plebeyas que ascendieron a la élite comenzaron a alinearse con aquellos de los patricios, creando los nobiles de Roma, un estatus de élite social de definición difusa durante la República. La plebs y su apoyo a los políticos populares continuó constituyendo una amenaza para el mos y el consenso de las elites durante la República tardía, tal como se refleja en la retórica de Cicerón.
La auctoritas maiorum ("autoridad ancestral") podía ser evocada para justificar progresos sociales en nombre de la tradición. Tras el colapso de la República después de la muerte de Julio César, Augusto ocultó su programa radical por respeto al mos maiorum.
Durante la transición hacia el Imperio cristiano, Símaco aseguró que la continua estabilidad y prosperidad de Roma dependía de preservar el mos maiorum, mientras que el poeta paleocristiano Prudencio desestimó la adherencia ciega a la tradición como "la superstición de los viejos abuelos" (superstitio veterum avorum) e inferior a la nueva verdad revelada del cristianismo.

## Valores
- Fides. La palabra latina fides abarca algunas palabras válidas en español como buena fe/lealtad, confianza, fiabilidad, y credibilidad.[16] Fue un concepto importante en el derecho romano, dado que los acuerdos verbales eran frecuentes.[17] El concepto de fides fue personificado por la diosa Fides, cuyo rol en el mos maiorum se atestigua por la antigüedad de su culto.[18] Su templo está datado alrededor del año 254 a. C.[19] y estaba localizado en la Colina Capitolina en Roma, cerca del Templo de Júpiter.
- Pietas. La actitud romana de cuidadoso respeto hacia los dioses, patria, padres y familia estaba expresada por la palabra pietas, que requería el mantenimiento de las relaciones de manera diligente y moral.[20]  Cicerón definió la pietas como "justicia hacia los dioses."[21] Trascendía al sacrificio y a la ejecución correcta del ritual, contemplando la entrega personal y rectitud del individuo, y era la virtud cardinal del héroe romano Eneas en la Eneida de Virgilio. El uso de la forma adjetivada Pius como cognomen refleja su importancia como un rasgo identificativo. Al igual que Fides, Pietas fue venerada como una diosa, con un templo consagrado en el año 191 a. C.[22] y dedicado diez años después.
- Religio y Cultus. Vinculados al verbo latino religare, “atar”, religio es la unión entre dioses y mortales, tal y como se desarrollaba en las prácticas religiosas tradicionales[23] para preservar la pax deorum (“paz de los dioses”). Cultus era la observancia constante y correcta realización de los rituales.[24] La práctica religiosa en este sentido debe diferenciarse de la pietas y moralidad inherente. Ver Religión en la Roma antigua y Culto imperial (Antigua Roma).
- Disciplina. El carácter militar de la sociedad romana sugiere la importancia de la disciplina y su relación con la educación, entrenamiento, disciplina y autocontrol. Para la deidad del mismo nombre ver Disciplina (mitología).
- Gravitas y Constantia. Gravitas fue reverenciada como auto-dominio.[25] Constantia era constancia o perseverancia.[26] Frente a la adversidad, un "buen" romano requería mostrar una fachada imperturbable. La mitología e historia romanas reafirmaron este valor mediante el relato de cuentos de personajes como Mucio Escévola,[27]  quien en una leyenda fundacional de la República demostró su responsabilidad y determinación frente al rey etrusco Lars Porsenna sosteniendo su mano derecha sobre un fuego.
- Virtus. Derivada de la palabra latina vir (“hombre”), virtus constituía el ideal de un verdadero varón romano.[28] Lucilio analiza la virtus en algunas de sus obras, diciendo que virtus es para un hombre saber qué es bueno, perverso, inútil, vergonzoso, o deshonroso.[28] Para la deidad del mismo nombre ver Virtus (mitología).
- Dignitas y auctoritas. Dignitas y auctoritas eran el resultado final de exhibir los valores del romano ideal y de servir al estado en forma de sacerdocios, rangos militares, y magistraturas. Dignitas era reputación por mérito, honor y aprecio. De este modo, un romano que demostrara su gravitas, constantia, fides, pietas y otros valores apropiados para un romano poseería dignitas entre sus iguales. De manera similar, a través de esta vía, un romano podría obtener auctoritas (“prestigio y respeto”).[29]
- Urbanitas y rusticitas. Urbanitas significa vida ciudadana, comedimiento o trato cortés e indica el buen gusto y el espíritu natural sin excesos del hombre elegante, una especie de refinamiento y buenas maneras romanas. Posteriormente, va en contraposición a los valores de los antiguos romanos debido a la influencia griega ya que trata de delinear el refinamiento en busca de lujo para los que querían aparecer necesariamente de moda en contraste con rusticitas, los que estaban satisfechos con la vida rústica simple dedicada al trabajo en el campo. Era un dualismo campo-ciudad, con las diferencias existentes tanto en los aspectos culturales, sociales y económicos.[30]